# ジャック・イーラム
ジャック・イーラム（Jack Elam, 1920年11月13日 - 2003年10月20日）は、アメリカ合衆国の西部劇俳優。ジャック・エラムの表記もある。

## 来歴
俳優としての特徴
アリゾナ州マイアミ出身。12歳の頃、ボーイスカウトのミーティング中の喧嘩が元で左目を失う。アリゾナの高校卒業後、カリフォルニアの短期大学で学ぶ。卒業後、ハリウッドで会計の仕事に就く。会計の仕事と引き換えに役を得、1949年にエクスプロイテーション映画で映画デビュー。その後は主に西部劇映画で悪役を演じ、アンソニー・マン・やロバート・オルドリッチ、サム・ペキンパー等々、多くの名匠監督の作品に出演した。1960年代以降はテレビ出演が多くなった。
バート・ケネディー監督作品への出演が目立ち、ジェームズ・ガーナー主演の『夕陽に立つ保安官』（1969年）と『地平線から来た男』（1971年）、フランク・シナトラの最初の引退作（後に引退を撤回）『大悪党ジンギス・マギー』（1970年）と言った西部劇からプロレスラーのハルク・ホーガン主演の『マイホーム・コマンドー』（1991年）等があり、どれも喜劇的な作風で、イーラムはいかつい風貌とは裏腹にコメディ・リリーフ的な役割を担った。
SFテレビドラマ『トワイライトゾーン』第64話「火星人は誰だ」（Will the Real Martian Please Stand Up）にゲスト出演している。
マカロニ・ウエスタンにも出演
『夕陽のガンマン』（1965年）でハリウッド映画の脇役俳優だったリー・ヴァン・クリーフの魅力を再発見したイタリアの映画監督であるセルジオ・レオーネが1968年に手掛けた『ウエスタン』に出演した。この起用は数多のハリウッド西部劇での脇役俳優としての活動のリスペクトによるものだった。
『ウエスタン』に於けるイーラムは映画の冒頭に登場して、直ぐに射殺される三人の悪漢役の一人だった。他の二人には『バファロー大隊』（1960年）等のジョン・フォード監督作品で印象を残した黒人俳優のウッディー・ストロードと『怒りの荒野』（1967年）のカナダ人俳優のアル・ムロックが扮した。因みに、この三人にはレオーネ監督作品『続夕陽のガンマン/地獄の決闘』（1966年）で主役を演じたクリント・イーストウッドとヴァン・クリーフとイーライ・ウォラックに特別出演してもらう予定だった。
『ウエスタン』とは同年にスペインのアルフォンソ・バルカサール監督の『サルタナは許さない』（1968年/未/ソフト化）に仇役として出演し、ホルヘ・マルティン（ジョージ・マーティン名義）と往年のハリウッド俳優で『黄金の三悪人』（1967年）等のマカロニ・ウエスタンにも主演したギルバート・ローランドが共演だった。本作はイタリアとの合作だったが、スペイン色が強く、第二班監督を『北京の55日』（1963年）等、スペインで撮影された国際的な作品やメキシコ・ロケの『地獄で眠れ』（1984年）等のスペイン語圏で製作されたハリウッド映画で助監督を務めていたホセ・マリア・オチョアが担当した。
1971年にはイタリアで撮影されたハリウッド西部劇『最後の反逆』（未ソフト化）にもジョー・ネーマスとストロード、マイケル・フォレスト、タイ・ハーディンらと出演した。その他の出演者とスタッフの多くはイタリア人だった。また、同年にスペインのアンダルシアで撮影されたラクエル・ウェルチ主演の英国西部劇『女ガンマン/皆殺しのメロディ』（未/テレビ放映）ではハリウッド西部劇のベテラン俳優であるアーネスト・ボーグナインとストローザー・マーティンと共に仇役を演じていた。監督はイーラムとは縁の深いハリウッド西部劇の名匠であるバート・ケネディーだった。
1992年には米国本土でロケされたイタリアのテレビ・シリーズ西部劇『ラッキー・ルーク』（未放送）にもゲスト出演した。主演は『花と夕陽とライフルと…風来坊』（1970年）等のマカロニ・ウエスタンのスター俳優であるテレンス・ヒルだった。

## 出演作品
- 南海の劫火 Bird of Paradise (1951)
- 狙われた駅馬車 Rawhide (1951)
- 無頼の谷 Rancho Notorious (1952)
- 真昼の決闘 High Noon (1952)
- アリバイなき男 Kansas City Confidential (1953)
- 荒原の疾走 Ride, Vaquero! (1953)
- テキサス街道 Jubilee Trail (1954)
- バファロウ平原 Cattle Queen of Montana (1954)
- ベラクルス Vera Cruz (1954)
- 遠い国 The Far Country (1954)
- ララミーから来た男 The Man from Laramie (1955)
- キッスで殺せ! Kiss Me Deadly (1955)
- ドラゴン砦の決戦 Dragoon Wells Massacre (1956)
- OK牧場の決斗 Gunfight at the OK Corral (1957)
- ポケット一杯の幸福 A Pocketful of Miracles (1961)
- ガン・ファイター The Last Sunset (1961)
- コマンチェロ The Comancheros (1961)
- テキサスの四人 4 for Texas (1963)
- スタンピード The Rare Breed (1966)
- ビッグジム The Night of The Grizzly (1966)
- 大西部への道 The Way West(1967)
- レッド・リバーのガンマン (1967)
- 夕陽に立つ保安官 Support Your Local Gunfighter! (1968)
- ファイヤークリークの決斗 Firecreek (1968)
- ウエスタン Once Upon a Time in the West (1968)
- リオ・ロボ Rio Lobo (1970)
- 大悪党 ジンギス・マギー Dirty Dingus Magee (1970)
- 地平線から来た男 Support Your Local Gunfighter (1971)
- ワイルドカントリー The Wild Country (1971)
- 赤い仔馬 The Red Pony (1973)
- ビリー・ザ・キッド/21才の生涯 Pat Garrett and Billy the Kid (1973)
- ハンプス Hawmps! (1976)
- キャノンボール The Cannonball Run (1981)
- ジンクス! あいつのツキをぶっとばせ Jinxed! (1982)
- キャノンボール2 Cannonball Run II (1983)
- マイホーム・コマンドー Suburban Commando (1991)